# Camponotus sexguttatus
Camponotus sexguttatus é uma espécie de inseto do gênero Camponotus, pertencente à família Formicidae.